# Campeonato Mundial e Europeu de Hóquei em Patins Masculino de 1947
O Campeonato Europeu de 1947 foi a 3.ª edição do Campeonato do Mundo de Hóquei em Patins e simultaneamente a 13.ª edição do Campeonato Europeu de Hóquei em Patins.
Foi disputado no Pavilhão das Exposições, em Lisboa. A Seleção Portuguesa de Hóquei em Patins Masculino ganharia o seu 1.º troféu mundial e europeu.

## Participantes
| Países     | Participação (Mundial) | Participação (Europeu) | Melhor Resultado (Europeu)                                                       | Melhor Resultado (Mundial) |
| Inglaterra | 3.ª                    | 13.ª                   | Campeão (1926, 1927, 1928, 1929, 1930, 1931 1932, 1934, 1936, 1937, 1938 e 1939) | Campeão (1936 e 1939)      |
| Itália     | 3.ª                    | 11.ª                   | 2.º Lugar (1929, 1936, 1938 e 1939)                                              | 2.º Lugar (1936 e 1939)    |
| Portugal   | 3.ª                    | 8.ª                    | 3.º Lugar (1936, 1937 e 1939)                                                    | 3.º Lugar (1936 e 1939)    |
| Bélgica    | 3.ª                    | 13.ª                   | 3.º Lugar (1938)                                                                 | 4.º Lugar (1939)           |
| França     | 3.ª                    | 13.ª                   | 2.º Lugar (1926, 1927, 1928, 1930 e 1931)                                        | 5.º Lugar (1939)           |
| Suíça      | 3.ª                    | 13.ª                   | 2.º Lugar (1937)                                                                 | 4.º Lugar (1936)           |
| Espanha    | Estreia                | Estreia                | -                                                                                | -                          |
| ---------- | ---------------------- | ---------------------- | -------------------------------------------------------------------------------- | -------------------------- |

## Resultados
|            | Portugal | Bélgica | Espanha | Itália | Inglaterra | França | Suíça |
| ---------- | -------- | ------- | ------- | ------ | ---------- | ------ | ----- |
| Portugal   |          | 7-2     | 2-1     | 3-2    | 3-0        | 7-1    | 5-2   |
| Bélgica    |          |         | 1-1     | 3-4    | 6-0        | 6-2    | 6-0   |
| Espanha    |          |         |         | 4-3    | 2-5        | 3-2    | 2-1   |
| Itália     |          |         |         |        | 4-3        | 0-1    | 7-2   |
| Inglaterra |          |         |         |        |            | 3-2    | 5-2   |
| França     |          |         |         |        |            |        | 4-3   |
| Suíça      |          |         |         |        |            |        |       |

## Classificação final
| Lugar | Seleção    | J | V | E | D | P  | GM | GS | Dif. |
| ----- | ---------- | - | - | - | - | -- | -- | -- | ---- |
|       | Portugal   | 6 | 6 | 0 | 0 | 12 | 27 | 8  | +19  |
|       | Bélgica    | 6 | 3 | 1 | 2 | 7  | 24 | 14 | +10  |
|       | Espanha    | 6 | 3 | 1 | 2 | 7  | 13 | 14 | -1   |
| 4     | Itália     | 6 | 3 | 0 | 3 | 6  | 20 | 16 | +4   |
| 5     | Inglaterra | 6 | 3 | 0 | 3 | 6  | 16 | 19 | -3   |
| 6     | França     | 6 | 2 | 0 | 4 | 4  | 12 | 22 | -10  |
| 7     | Suíça      | 6 | 0 | 0 | 6 | 0  | 10 | 29 | -19  |

| Campeões Mundiais 1947 |
| ---------------------- |
| Portugal               |
| PORTUGAL 1.º Título    |

| Campeões Europeus 1947 |
| ---------------------- |
| Portugal               |
| PORTUGAL 1.º Título    |